# Хэллоуэйская резня
Хэллоуэйская резня (англ. Halloway massacre), или Резня на реке Гумбольдт (англ. Humboldt River Massacre), — массовое убийство американских пионеров, произошедшее на Территории Юта (современный штат Невада) в августе 1857 года недалеко от истока реки Гумбольдт.
Небольшой обоз американских переселенцев направлялся из Миссури в Калифорнию. Утром 14 августа лагерь переселенцев, разбитый на берегу реки, подвергся нападению отряда коренных американцев, предположительно пайютов. В результате нападения и устроенной потом казни пленных было убито шесть человек, двое ранено, двое пропало без вести. Двум раненым удалось выжить благодаря подоспевшему на помощь отряду колонистов. Индейцы, напавшие на лагерь переселенцев, отступили в горы и не были найдены и наказаны.

## Предыстория

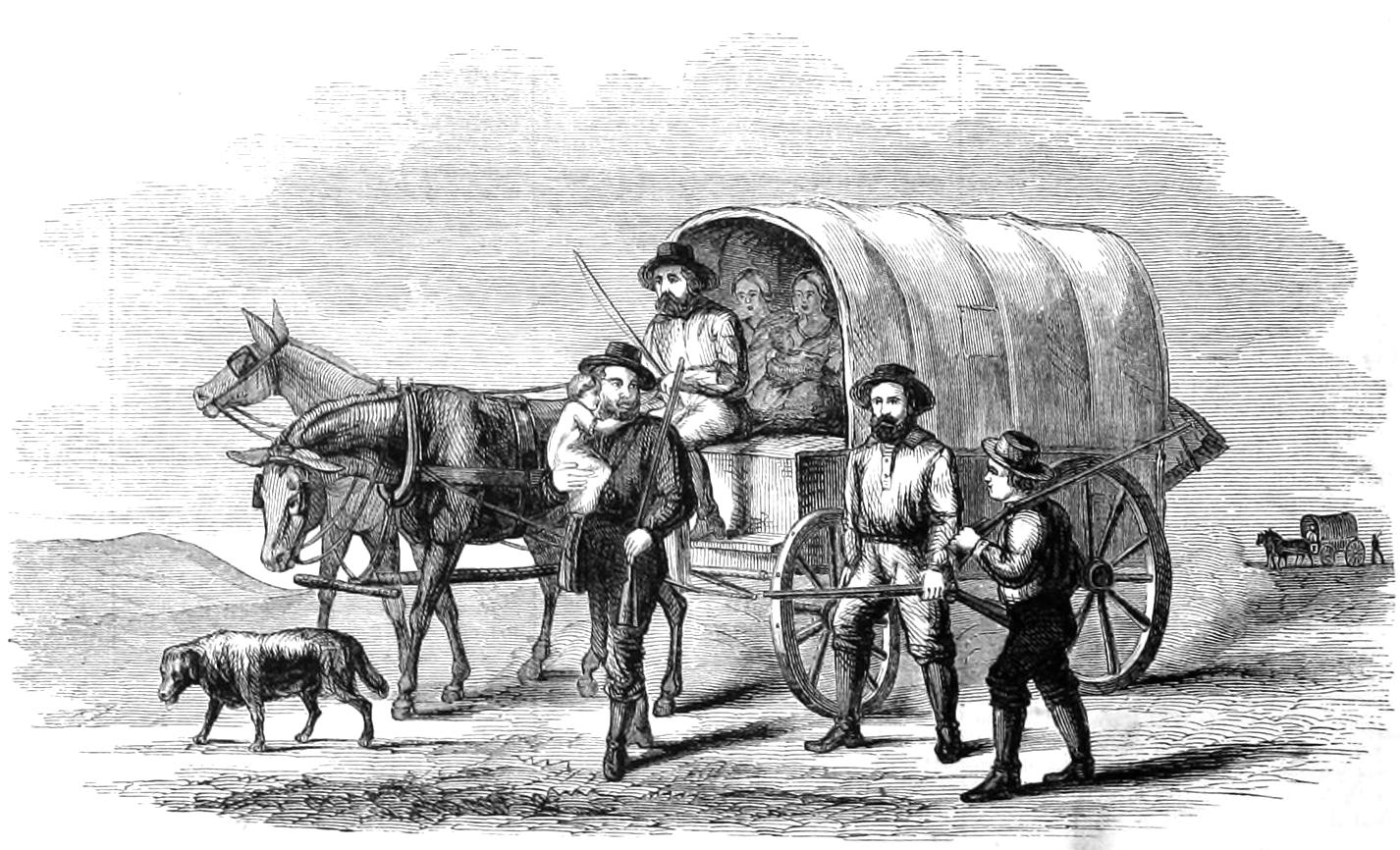
Поселенцы пересекают Великие равнины по пути в Калифорнию. Рисунок Адди Баллоу (22 января 1859 года)

Как и в других регионах Северной Америки, на территории современного штата Невада на протяжении тысячелетий жили коренные жители континента — американские индейцы, такие как уошо, западные шошоны, северные и южные пайюты. В 1519 году территория Невады вошла в состав Испанской империи, а в 1821 году стала частью Мексики. В 1848 году, после окончания американо-мексиканской войны, в соответствии с Договором Гваделупе-Идальго эти земли вошли в состав Соединённых Штатов Америки. В 1850 году Конгресс США признал Территорию Юты, которая в то время включала в себя территории современных штатов Юта, Айдахо и Невада. Первые постоянные поселения были созданы в Неваде мормонами в начале 50-х годов XIX века.
Ещё в 1848 году в Калифорнии началась так называемая «Золотая лихорадка», туда стали массово приезжать золотоискатели с Восточного побережья и Среднего Запада, в результате чего численность населения Калифорнии выросла многократно. Приехать в Калифорнию в те времена было очень трудно. Поначалу большей частью переселенцы прибывали на водном транспорте. С восточного берега такое путешествие через Южную Америку занимало от 5 до 8 месяцев. Также многие пионеры приходили с восточного берега по сухопутной дороге, так называемому Калифорнийскому пути. На каждом из этапов этого пути переселенцев ждали различные испытания и опасности. Им приходилось преодолевать безлюдные прерии, горы и пустыни, на них нападали индейцы, они страдали от эпидемий.

## История

### Локация

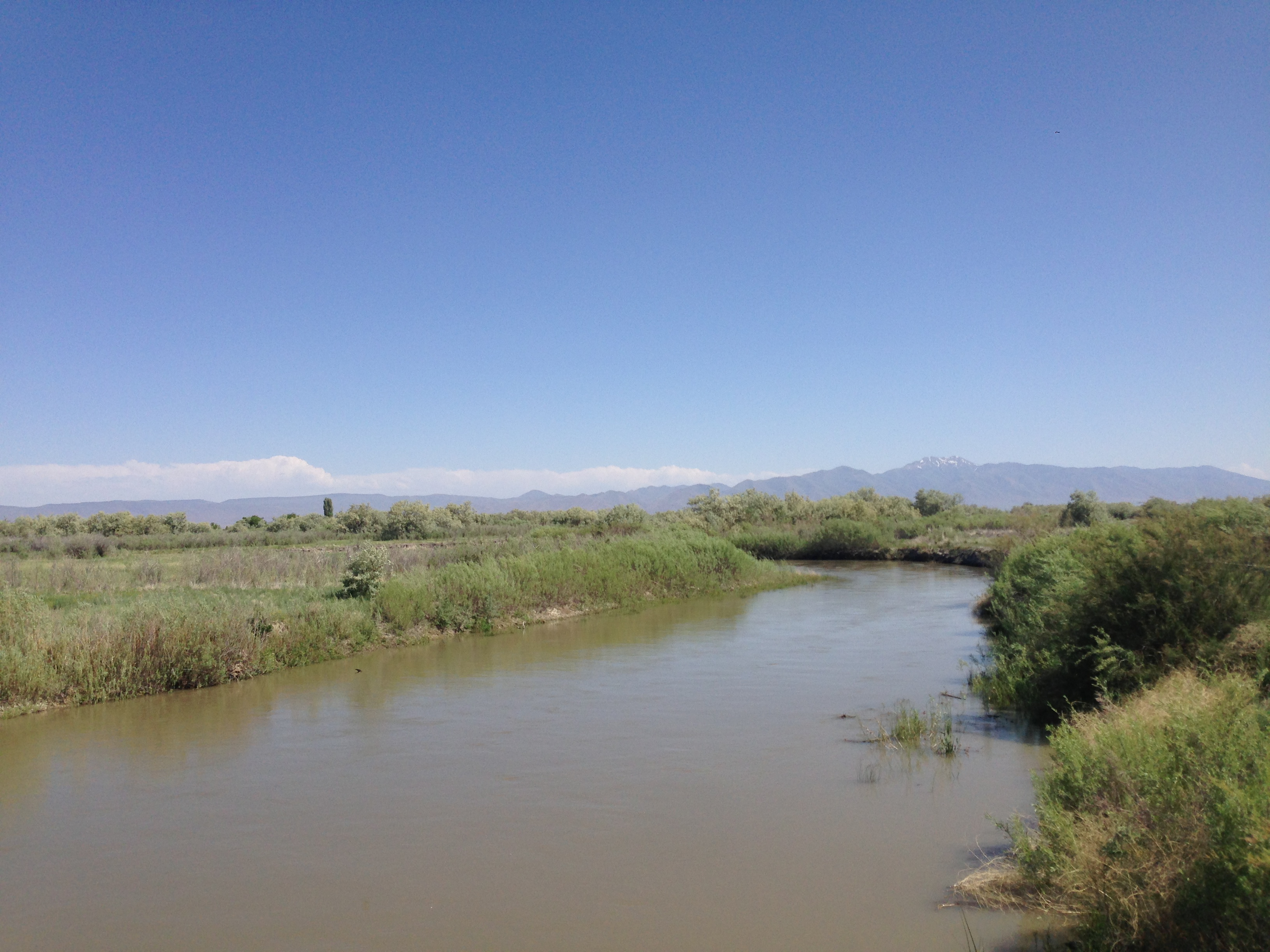
Исток реки Гумбольдт

Точное место Хэллоуэйской резни неизвестно. Связано это с тем, что в то время в Неваде ещё не было постоянных поселений. О месте инцидента известно по сделанным переселенцами записям, оценке пройденного за день расстояния и ориентирам, отмеченным в то время. Все источники подтверждают, что инцидент произошёл недалеко от истока реки Гумбольдт. По одним данным, это место находится приблизительно в тридцати милях к востоку от современного Уиннемукка и в нескольких милях к западу от Батл-Маунтин. По другим данным, местом трагедии являются окраины современного города Уэлс.
Местность рядом с Уэлсом изобиловала источниками с питьевой водой, которые использовались путешественниками для пополнения запасов. Источники выглядят как заболоченные луга с небольшими прудами, они были оазисом на пустынной Калифорнийской тропе. С 1845 по 1869 год здесь останавливались лагерем сотни групп переселенцев, иногда здесь на них нападали коренные американцы.

### Состав группы Хэллоуэя

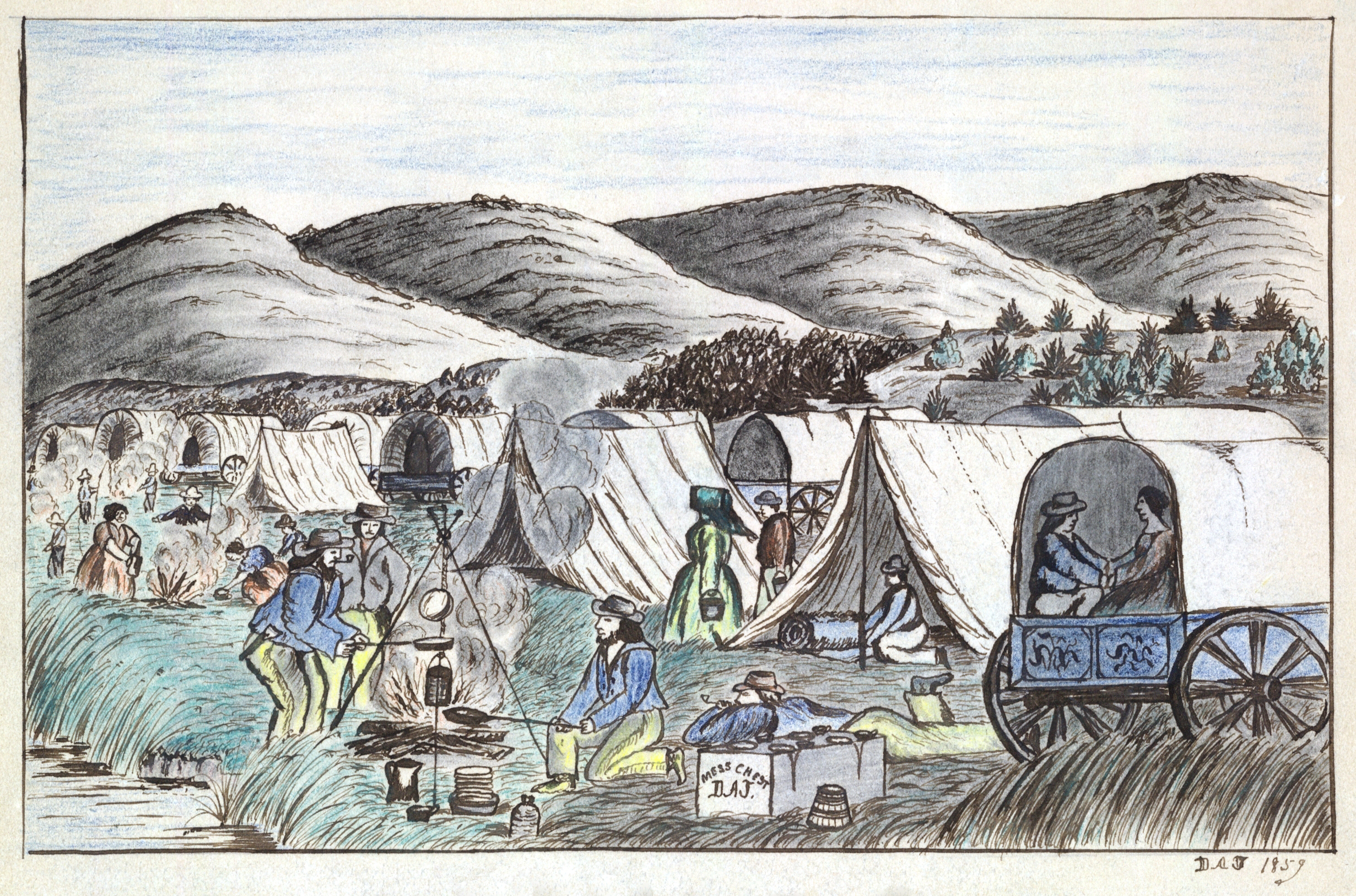
Лагерь переселенцев на реке Гумбольдт. Дэниел А. Дженкс. Рисунок на бумаге (1859)

Небольшая группа американских пионеров под руководством Смита Хэллоуэя на нескольких фургонах двигались из Миссури в Калифорнию. В состав этой группы входило десять человек, включая семью Хэллоуэев, состоящую из Смита Хэллоуэя, его жены Нэнси Хэллоуэй и их двухлетней дочери; Джерри Буша, брата миссис Хэллоуэй, и двух наёмных работников Хэллоуэев — Джо Блевенса и Берда Лоулза. Также с ними путешествовала группа других колонистов — мистер и миссис Каллум, мистер Хэттлбо и человек, чьё имя сейчас неизвестно.
Их обоз состоял из трёх фургонов, запряжёнными быками, несколькими лошадьми и мулами; также с ними шло большое стадо — около 150 голов крупного рогатого скота, предназначенного для рынка в Калифорнии, где его можно было продать по высоким ценам. В миле или двух позади Хэллоуэя шёл обоз капитана Раунтри, ещё несколько обозов были слишком далеко, чтобы быстро прийти на помощь в случае нападения.

### Расположение в лагере
13 августа 1857 года группа пионеров во главе с Хэллоуэем разбила лагерь на берегу реки Гумбольдт. Мистер и миссис Хэллоуэй вместе со своим ребёнком спали в маленькой палатке возле фургонов. Джерри Буш и Джо Блевенс, закутанные в одеяла, расположились на земле, в то время как Берд Лоулз, другой наёмный работник Хэллоуэя, заболел лихорадкой и спал в фургоне. Мистер и миссис Каллум вместе со своими спутниками также спали на одеялах недалеко от очага.

### Нападение

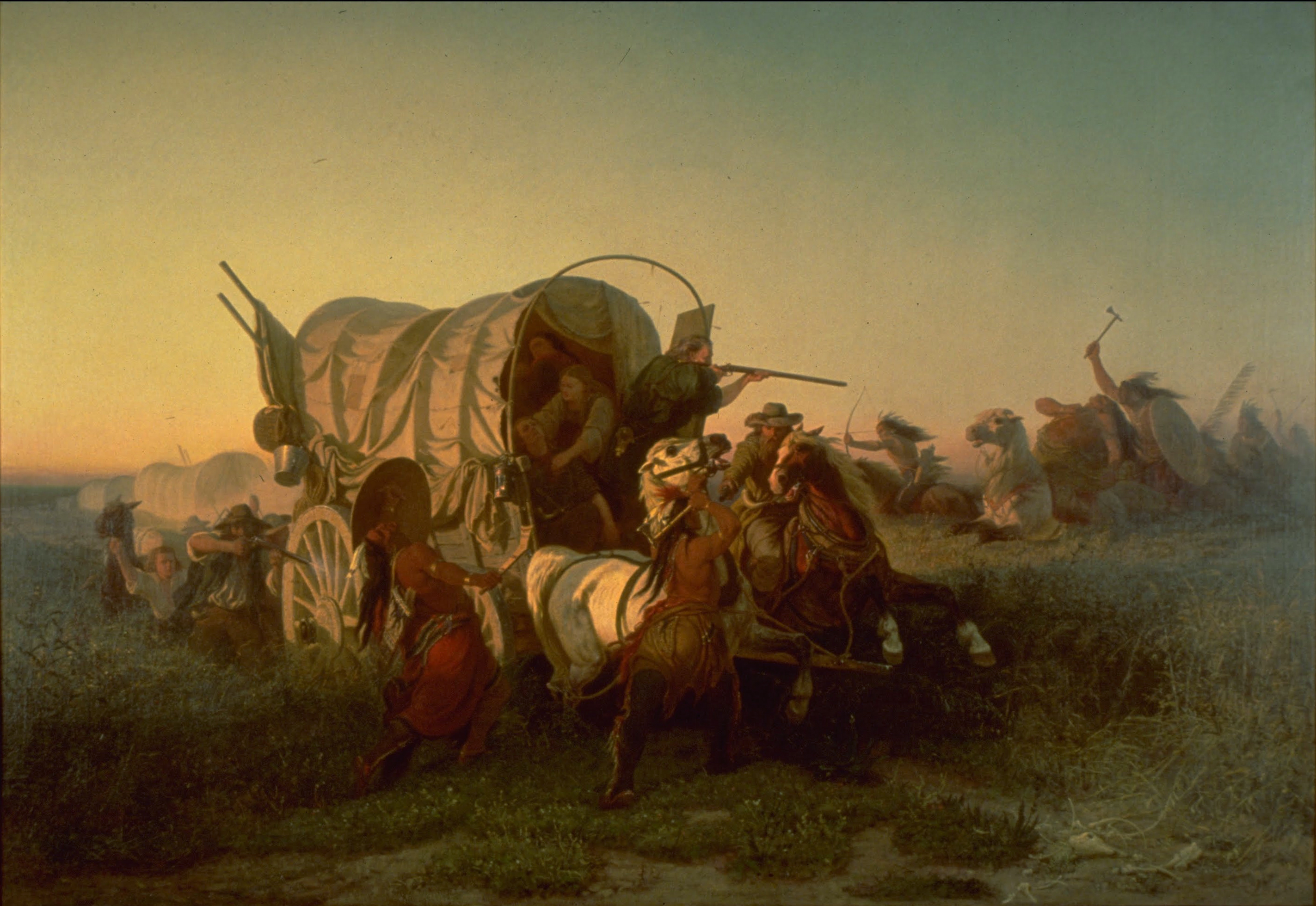
Карл Вимар. Нападение на обоз переселенцев. 1856 год

На рассвете 14 августа отряд пайютов атаковал переселенцев и обстрелял их из луков и ружей. Смит Хэллоуэй был убит первым возле очага, куда он подошёл, чтобы разжечь огонь. Он умер моментально без слов и сопротивления. Когда началась стрельба, другие члены группы вскочили на ноги и оказались в поле зрения нападавших, которые теперь стреляли прицельно. Нападавшими были убиты Джо Блевенс, миссис Каллум и человек, имя которого не удалось установить. Тем временем Джерри Буш схватил винтовку и вступил в бой с нападавшими. Он был опытным охотником, поэтому некоторое время ему удавалось отбивать натиск пайютов, потом он был ранен в бок и вынужден был отступить к реке, которую он попытался переплыть, при этом он потерял своё ружьё. Удалось ли ему кого-то убить или ранить в ходе перестрелки, неизвестно, так как индейцы скрывались в лесных зарослях. С другого берега Буш осмотрел лагерь. Ему показалось, что он остался единственным выжившим из всей группы европейцев, поэтому он покинул место боя.
Миссис Хэллоуэй с дочерью во время перестрелки находились в палатке. Когда стрельба прекратилась, она вышла из палатки и обнаружила труп своего мужа, неподвижно лежавший возле костра, который он только что зажёг. Рядом лежало мёртвое тело Блевенса, а чуть дальше — останки остальных погибших. Своего брата она не видела, но предположила, что он тоже погиб.
Она увидела, как несколько индейцев выходят из засады у реки. Некоторое время те приближались с осторожностью, украдкой оглядываясь по сторонам, удостоверяясь, что никого не осталось в живых из защитников лагеря. Когда они поняли, что опасности нет, из засады вышли и остальные. Когда они подошли ближе, Нэнси Хэллоуэй поняла, что её и ребёнка ждет ужасная участь — смерть или плен. Подняв на руки дочку, миссис Хэллоуэй попыталась бежать. Тогда индейцы начали стрелять по ней из ружей и луков. Миссис Хэллоуэй, пораженная стрелами и по крайней мере одной пулей, упала на землю, притворившись мёртвой. Хотя она и была в сознании, но оставалась неподвижной в надежде, что избежит дальнейших ран и пыток.
Когда индейцы подошли вынуть стрелы из её тела, для уверенности, что она мертва, они проткнули её тело копьями, после чего ножом сняли с неё скальп. Но когда они отошли на небольшое расстояние, то увидели, что она пошевелилась, и, вернувшись, топтали её ногами и пронзали стрелами, пока им не показалось, что она мертва. Маленькую девочку, дочь Хэллоуэев, которая потеряла сознание при виде жестокостей, совершённых над её матерью, били об колесо повозки. Тело ребёнка, ужасно изуродованное, было найдено впоследствии возле фургона. Больной Берд Лоулз, обнаруженный на койке в фургоне, также был убит.

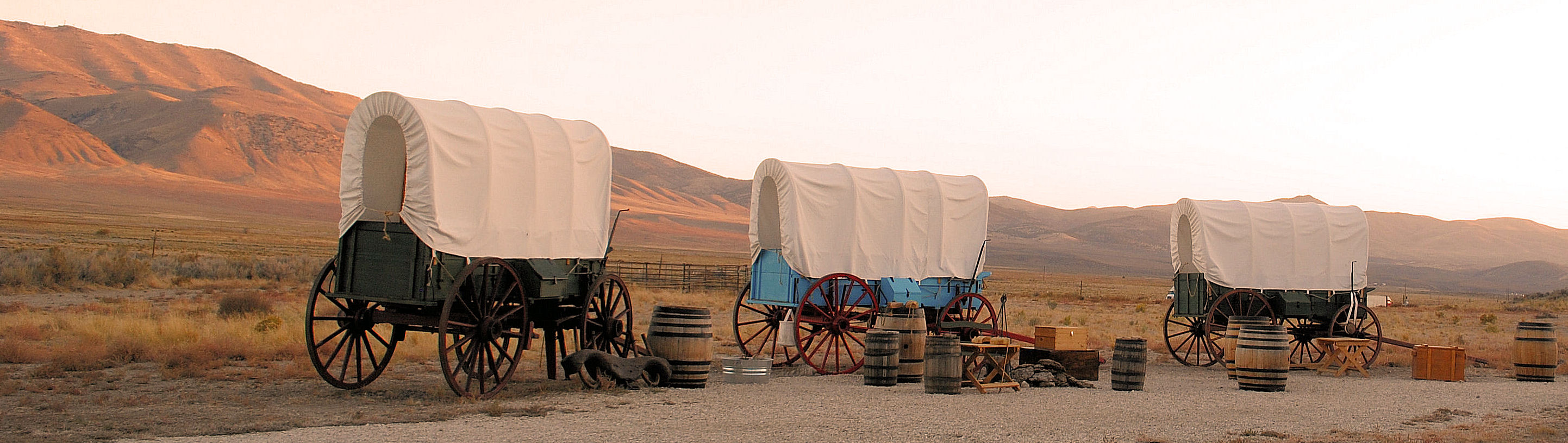
Реконструкция: крытые фургоны в Калифорнийском центре интерпретации в Элко, штат Невада

Закончив расправу над пленниками, мародёры приступили к грабежу фургонов, в их планах было отогнать и скот. В этот момент у них в тылу неожиданно показался отряд переселенцев, появление которых заставило индейский отряд в спешке отступить. Они переправились через реку и поспешили скрыться в горах. Из-за этого большая часть имущества убитых ими переселенцев осталась в лагере. Среди брошенного был скальп миссис Хэллоуэй. Удалось вернуть около ста из ста пятидесяти голов скота, которых пытались угнать индейцы, но не удалось вернуть ни одной из лошадей.

## Последствия
Колонисты, которые первыми прибыли на место происшествия, обнаружили, что миссис Хэллоуэй всё ещё жива. Ещё до полудня прибыло ещё несколько групп переселенцев. Они похоронили всех погибших в ходе инцидента. Тела Каллума и Хэттлбо не были найдены, и их дальнейшая судьба осталась неизвестной. Джерри Буш был обнаружен на следующий день. Его рана, хотя и носила явно опасный характер, зажила в течение нескольких недель.
Переселенцы собрали разбитые и разбросанные вещи Хэллоуэев, после чего двинулись в сторону Тихого океана. Капитан Раунтри взял на себя заботу о миссис Хэллоуэй и её брате, доставив их вместе с их имуществом в Мидоус (ныне — пригород города Бейкерсфилд) на реке Фетер. Там к ним на помощь пришёл их дядя, Перри Дурбан, раненых перевезли в Суисун. После полного выздоровления Джерри Буш обосновался в Юкайе и прожил там несколько лет, а затем переселился в Хьюлетт, в штат Вайоминг, где умер в возрасте семидесяти восьми лет в 1914 году.
Нэнси Хэллоуэй, несмотря на полученные раны, выжила, но из-за полученного потрясения со временем сошла с ума. Она умерла в городе Напа в Калифорнии.